# Abacoproeces
Abacoproeces Simon, 1884 è un genere di ragni appartenente alla famiglia Linyphiidae.

## Distribuzione
Le due specie oggi note di questo genere sono state rinvenute nella regione paleartica: in particolare, la A. molestus è endemica dell'Austria.

## Tassonomia
A maggio 2011, si compone di due specie:
- Abacoproeces molestus Thaler, 1973 — Austria
- Abacoproeces saltuum (L. Koch, 1872)[3] — Regione paleartica

### Specie trasferite
- Abacoproeces ascitus Kulczyński, 1894; trasferita al genere Metopobactrus Simon, 1884, a seguito di un lavoro dell'aracnologo Thaler del 1976[1].

### Sinonimia
- Abacoproeces brunneipes (Dahl, 1912); esemplare trasferito inizialmente da Metopobactrus Simon, 1884, a seguito di un lavoro dell'aracnologo Thaler del 1976, ne è stata riconosciuta la sinonimia con A. saltuum (L. Koch, 1872)[1].